# Criniger ndussumensis
Bulbul-de-barba-branca ou tuta-de-barba-branca (Criniger ndussumensis) é uma espécie de ave da família Pycnonotidae.
Pode ser encontrada nos seguintes países: Camarões, República Centro-Africana, República do Congo, República Democrática do Congo, Costa do Marfim, Guiné Equatorial, Gabão, Gana, Guiné, Libéria, Mali, Nigéria e Serra Leoa.
Os seus habitats naturais são: florestas subtropicais ou tropicais húmidas de baixa altitude.